# Durchfluss-Thermocycler
Durchfluss-Thermocycler (auch Flow-Thermocycler genannt) ist ein Thermocycler für den kontinuierlichen Betrieb. Er wird bei der Polymerase-Kettenreaktion (PCR) verwendet.

## Prinzip
Da die Handhabung kleinster Probenmengen beim Befüllen und Entleeren von stationären Chip-Thermocyclern unpraktisch ist, wurde das Prinzip der Durchfluss-Thermocycler entwickelt. Im Unterschied zu den stationären Thermocyclern wird bei diesen Reaktoren die Reaktions-Flüssigkeit wiederholt durch mehrere Bereiche unterschiedlicher Temperatur bewegt, während die lokalen Temperaturen in den verschiedenen Bereichen konstant gehalten werden. Die Temperaturzyklen der PCR kommen dadurch zustande, dass die Prozessflüssigkeit unterschiedliche Temperaturzonen periodisch passiert. Die Zahl der Zyklen wird von der Anzahl der Passagen durch die Temperaturzonen bestimmt. Flow-PCR-Systeme haben in der Regel drei Temperaturzonen.

## Bauformen
Für die Durchfluss-PCR ist eine ganze Reihe verschiedener Ausführungsformen entwickelt worden. Die meisten Flow-Thermocycler können aber wenigen Typenklassen zugeordnet werden, die sich in der Art der Flüssigkeitsführung unterscheiden: Bei der ersten Variante liegt der Kanal als Mäander innerhalb einer Ebene. Eine solche Anordnung hat den Nachteil, dass bei Temperaturprogrammen mit drei oder mehr Temperaturstufen die mittlere Temperaturstufe sowohl beim Aufheizen als auch beim Abkühlen durchlaufen werden muss. Sie hat aber den Vorteil, dass sie mit der Planartechnik gut kompatibel ist, sodass solche Thermocycler gut im Chip-Format gefertigt werden können.
Eine Alternative dazu bietet eine helikale (schraubenförmige) Führung des Reaktionskanals. Bei dieser Variante kann ein Richtungssinn in der periodischen Abfolge der Temperaturen implementiert werden. Eine solche Anordnung lässt sich bequem durch einen Kapillarschlauch realisieren. Dagegen ist diese Variante wegen der Überkreuzung der Kanäle für eine planartechnische Fertigung ungeeignet.
Die Anordnung des Flüssigkeitskanals in einer flachen Spirale stellt einen Kompromiss zwischen den beiden Varianten dar. Bei einem solchen Bauelement muss nur der zentral gelegene Fluidanschluss aus der Spiralebene herausgeführt werden. Die Temperaturzonen können bei dieser Anordnung durch Kreissektoren gebildet werden. Nachteilhaft ist bei dieser Variante, dass sich bei konstantem Kanalquerschnitt in der Spirale unterschiedliche Verweilzeiten in den einzelnen Zyklen ergeben oder mit variablem Kanalquerschnitt gearbeitet werden muss.

## Seriell arbeitende Durchfluss-Thermocycler
Wenn Durchfluss-Thermocycler mit homogenen Fluiden betrieben werden, so kommt es auf Grund der Diffusion zu einer breiten Verweilzeitverteilung der Reaktanden, was sich ungünstig auf die Effizienz des Prozesses auswirkt und sich in der PCR in Kettenabbrüchen niederschlägt. Sehr schmale Verweilzeitverteilungen können jedoch durch die Anwendung der Mikrofluidsegmenttechnik erreicht werden. Dabei wird die Flüssigkeitssäule in kleine Segmente (Tropfen) zerlegt, die pfropfenartig transportiert werden. Eine solche Segmentierung eines wässrigen  Fluids kann z. B. durch ein Mineralöl oder flüssige perfluorierte Kohlenwasserstoffe  als Trägermedium bewirkt werden, da diese mit der wässrigen Phase nicht mischbar sind. Tropfen-basierte  Mikrodurchflussprozesse wie bei der Tropfen-basierten Flow-PCR bieten zudem den Vorteil, dass viele Proben hintereinander durch den Reaktor geschickt werden können, ohne dass es zu einer Vermischung der Proben kommt. Dadurch lassen sich in einem seriellen Betrieb hohe Probendurchsätze bei gleichbleibenden Prozessbedingungen erzielen.

## Anwendung
Miniaturisierte Durchfluss-Thermocycler werden als Komponenten von miniaturisierten DNA-Analysesystemen verwendet. In diesen Systemen wird das Mikro-Totalanalyse-Prinzip (µ-TAS) auf die DNA-Analytik übertragen. Solche Analysesysteme sind für die mobile medizinische Diagnostik, für die Identifizierung von mikrobiellen Krankheitserregern, für forensische Untersuchungen und für die Herkunfts- und Qualitätskontrolle von Nahrungsmitteln von Interesse.